# Regionalwahl in der Basilikata 2000
Die Regionalwahl in der Basilikata 2000 fand am 16. April statt; der Regionalrat und der Präsident der Region wurden gleichzeitig gewählt.

## Wahlergebnis
| Kandidaten                                                           | Kandidaten              | Stimmen | %    | Listen                       | Stimmen | %    | Mandate |
| -------------------------------------------------------------------- | ----------------------- | ------- | ---- | ---------------------------- | ------- | ---- | ------- |
|                                                                      | Filippo Bubbicogewählt  | 227.919 | 63,2 | Democratici di Sinistra      | 60.885  | 17,4 | 4       |
| Partito Popolare Italiano                                            | Filippo Bubbicogewählt  | 227.919 | 63,2 | 60.833                       | 17,4    | 4    |         |
| I Democratici                                                        | Filippo Bubbicogewählt  | 227.919 | 63,2 | 26.583                       | 7,6     | 2    |         |
| Unione Democratici per l’Europa                                      | Filippo Bubbicogewählt  | 227.919 | 63,2 | 25.711                       | 7,4     | 2    |         |
| Socialisti Democratici Italiani                                      | Filippo Bubbicogewählt  | 227.919 | 63,2 | 22.667                       | 6,5     | 2    |         |
| Federazione dei Verdi                                                | Filippo Bubbicogewählt  | 227.919 | 63,2 | 16.555                       | 4,7     | 1    |         |
| Partito della Rifondazione Comunista                                 | Filippo Bubbicogewählt  | 227.919 | 63,2 | 12.394                       | 3,5     | 1    |         |
| Rinnovamento Italiano                                                | Filippo Bubbicogewählt  | 227.919 | 63,2 | 11.544                       | 3,3     | 1    |         |
| Partito dei Comunisti Italiani                                       | Filippo Bubbicogewählt  | 227.919 | 63,2 | 6.488                        | 1,9     | 1    |         |
| Mandate der Listengruppe                                             | Filippo Bubbicogewählt  | 227.919 | 63,2 | –                            | –       | 3    |         |
| ↳ Gesamt                                                             | Filippo Bubbicogewählt  | 227.919 | 63,2 | 243.660                      | 69,7    | 21   |         |
|                                                                      | Nicola Pagliuca         | 126.530 | 35,1 | Forza Italia                 | 46.113  | 13,2 | 4       |
| Centro Cristiano Democratico                                         | Nicola Pagliuca         | 126.530 | 35,1 | 23.449                       | 6,7     | 3    |         |
| Alleanza Nazionale                                                   | Nicola Pagliuca         | 126.530 | 35,1 | 21.115                       | 6,0     | 1    |         |
| Movimento Sociale Fiamma Tricolore                                   | Nicola Pagliuca         | 126.530 | 35,1 | 4.398                        | 1,3     | –    |         |
| Liberal Sgarbi – I Libertari – Partito Socialista – Socialdemocrazia | Nicola Pagliuca         | 126.530 | 35,1 | 3.583                        | 1,0     | –    |         |
| Cristiani Democratici Uniti                                          | Nicola Pagliuca         | 126.530 | 35,1 | 3.403                        | 1,0     | –    |         |
| Nicht gewählte Direktkandidat                                        | Nicola Pagliuca         | 126.530 | 35,1 | –                            | –       | 1    |         |
| ↳ Gesamt                                                             | Nicola Pagliuca         | 126.530 | 35,1 | 102.061                      | 29,2    | 9    |         |
|                                                                      | Bonaventura Postiglione | 3.465   | 1,0  | Forza Nuova – Nuovo Progetto | 2.348   | 0,7  | –       |
|                                                                      | Maurizio Bolognetti     | 2.924   | 0,8  | Lista Emma Bonino            | 1.351   | 0,4  | –       |
| Gesamt                                                               | Gesamt                  | 360.838 | 100  |                              | 349.420 | 100  | 30      |